# Yorke Bay
Yorke Bay är en vik i territoriet Falklandsöarna (Storbritannien). Den ligger i den östra delen av landet och är en del av Port William. På södra sidan finns sandstränder.